# Pinos Genil
Pinos Genil er en by og kommune i det sydøstlige Spanien i provinsen Granada. Den har et indbyggertal på 1.638 (2024) indbyggere.